# 普里莫日·乌拉加
普里莫日·乌拉加（1962年7月20日—），斯洛文尼亚男子跳台滑雪运动员。他曾代表南斯拉夫参加1984年和1988年冬季奥林匹克运动会跳台滑雪比赛，其中1988年冬季奥运会获得一枚银牌。